# القبقوب (الحد)

تعديل مصدري - تعديل

القبقوب هي إحدى قرى عزلة الحد بمديرية الحد التابعة لمحافظة لحج، بلغ تعداد سكانها 110 نسمة حسب تعداد اليمن لعام 2004.